# Carex ulobasis
Espèce
Classification phylogénétique
Carex ulobasis est une espèce des plantes du genre Carex et de la famille des Cyperaceae.